# Neighel Drummond
Neighel Drummond Morales (San José, 2 febbraio 1982) è un ex calciatore costaricano, di ruolo portiere.

## Carriera

### Nazionale
Gioca con la selezione olimpica le olimpiadi di Atene 2004, nelle quali scende in campo quattro volte.